# Sinibaldo I Ordelaffi
Sinibaldo I Ordelaffi (1336 – 1386), est un noble et condottiere italien qui vécut au XIVe siècle, appartenant à la famille des Ordelaffi de la ville de Forlì.

## Biographie
Sinibaldo I Ordelaffi est seigneur de Forlì de 1376 à 1386
Fils de Francesco II Ordelaffi, il épouse Paola Bianca Malatesta di Pesaro(? - 1399) , fille de Pandolfo Malatesta.
Après avoir participé à de nombreuses batailles dans la guerre entre Guelfes et Gibelins, en 1376 il profite de la révolte populaire de Forlì contre les États pontificaux pour rétablir l'autorité des Ordelaffi sur la ville après avoir éliminé ses ennemis de toujours, les Orgogliosi, les Calboli et les Morattini. Il est appuyé dans sa reconquête par le parti gibelin. La guerilla urbaine fait des raavges, suivie par une phase de phase d'épuration er de répression.
En 1377, il soutient Astorre Manfredi contre les troupes du cardinal du pape Grégoire XI Robert de Genève, redoutable soldat, qui devient l'anti-pape Clément VII, et regagne la ville de Cesena
En 1379, il se réconcilie avec Urbain VI et il est nommé Vicaire pontifical de Forlì et de Castrocaro pour douze ans. Il épouse Paola Bianca Malatesta, fille de Pandolfo. La cité de Forli s'embellit et voit, pendant une dizaine d'années, l'épanouissement d'un cour princière dans la tradition des principautés italiennes de la Renaissance.
En 1382, avec l'aide de Alberico da Barbiano, il résiste à l'avancée de Louis d'Anjou contre Charles III de Naples
Son pouvoir autoritaire est contesté par ses neveux qui fomentent un complot. Il est déposé en décembre 1385, emprisonné dans le château de Ravaldino puis probablement empoisonné l'année suivante par ses neveux Cecco et Pino qui lui succédèrent.

## Sources
1. 1 2 3 4 5  Sophie Cassagnes-Brouquet, Bernard Doumerc, Les Condottières, Capitaines, princes et mécènes en Italie, XIIIe – XVIe siècle, Paris, Ellipses, 2011, 551 p. (ISBN 978-2-7298-6345-6)

- (it) Cet article est partiellement ou en totalité issu de l’article de Wikipédia en italien intitulé « Sinibaldo Ordelaffi » (voir la liste des auteurs).

- (ca) Cet article est partiellement ou en totalité issu de l’article de Wikipédia en catalan intitulé « Sinibald I Ordelaffi » (voir la liste des auteurs).

- (en) Cet article est partiellement ou en totalité issu de l’article de Wikipédia en anglais intitulé « Sinibaldo I Ordelaffi » (voir la liste des auteurs).